# Odio entre hermanos
Odio entre hermanos (en inglés: House of Strangers) es una película de cine negro estadounidense de 1949 dirigida por Joseph L. Mankiewicz y protagonizada por Edward G. Robinson, Susan Hayward y Richard Conte. Edward G. Robinson fue ganador en la categoría de Mejor Actor en el Festival de Cine de Cannes de 1949.

## Sinopsis
A principios del siglo XX, oleadas de emigrantes procedentes de Europa llegaban a la populosa ciudad de Nueva York. Todos albergaban la esperanza de hacer realidad sus sueños de prosperidad. Muchos procedían de Italia, como la familia de Gino Monetti, un barbero ambicioso y autoritario, que emigró con su paciente mujer y sus cuatro hijos, todos muy distintos tanto psicológica como físicamente. Con los años, Monetti amasó una enorme fortuna; el sueño americano, en efecto, se había cumplido, pero los conflictos familiares se hicieron cada vez más graves.

## Reparto
- Edward G. Robinson / Gino Monetti
- Susan Hayward / Irene Bennett
- Richard Conte / Max Monetti
- Luther Adler / Joe Monetti
- Paul Valentine / Pietro Monetti
- Efrem Zimbalist, Jr. / Tony
- Debra Paget / Maria Domenico
- Hope Emerson / Helena Domenico
- Esther Minciotti / Theresa Monetti

## Acogida de la crítica
Al crítico de cine Dennis Schwartz le gustó la película, ya que escribió: «Joseph L. Mankiewicz dirige con estilo el oscuro guión de Philip Yordan de la novela de Jerome Weidman Never Never Go There Any More... Es un amargo drama psicológico familiar que se centra en el odio como fuerza motriz de la familia en lugar del amor. Max es el héroe ambivalente, el único en la película que es un verdadero personaje de cine negro, que es castigado por ser leal a su padre y, sin embargo, es alguien que ha rechazado los caminos del viejo país y su tradicionalismo para la ética del Nuevo Mundo. Las magníficas actuaciones de Conte, Robinson y Adler elevan la dramatización ordinaria a un territorio más elevado».